# مرکب‌ماهی درازباله ساحلی
مرکب‌ماهی درازباله ساحلی (نام علمی: Doryteuthis pealeii)، گونه‌ای از ماهی مرکب از خانواده مرکب‌ماهیان قلمی است.

## توضیحات
این گونه ماهی مرکب اغلب با رنگ قرمز مشاهده می‌شود اما مانند بسیاری از انواع ماهی مرکب می‌تواند رنگ خود را دستکاری کند بنابراین می‌تواند از قرمز پررنگ تا صورتی ملایم تغییر رنگ دهد. طول گوشته پشتی بعضی از نرها می‌تواند تا ۵۰ سانتی‌متر برسد، اگرچه بیشتر ماهی مرکب‌های برداشت شده کوچکتر از ۳۰ سانتی‌متر هستند. این گونه با تغییرشکل جنسی روبرو است و اکثر نرها با سرعت بیشتری رشد می‌کنند و اندازه آنها بزرگتر از ماده‌ها است.

## پراکنش
مرکب‌ماهی درازباله ساحلی در اقیانوس اطلس شمالی یافت می‌شود و در فلات قاره و آب‌های حاشیه قاره‌ای از نیوفاندلند تا خلیج ونزوئلا یافت می‌شوند.
به‌ویژه در محدوده بانک جرج جنوبی (Georges Bank) تا کیپ هاتراس (Cape Hatteras)، از آن بهره‌برداری تجاری می‌شود. جمعیت‌ها مهاجرت فصلی را انجام می‌دهند که به نظر می‌رسد مربوط به دمای پایین آب باشد. آنها در اواخر پاییز از ساحل دور می‌شوند تا زمستان را در امتداد لبه فلات قاره طی کنند و در بهار و اوایل تابستان به خشکی بازگردند (MAFMC ۱۹۹۸).

## رژیم غذایی

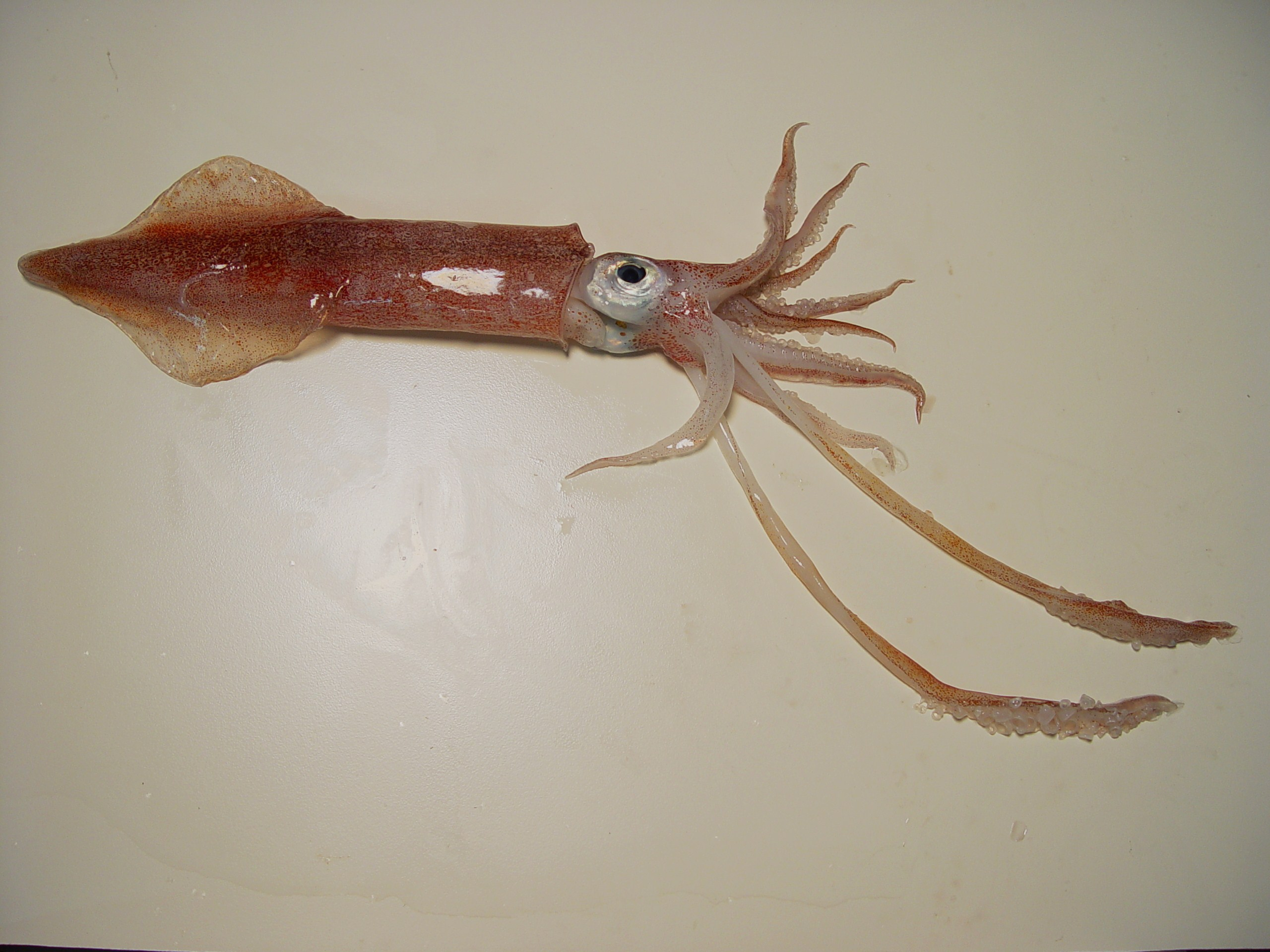
نمونه‌ای با شاخک‌های کشیده

رژیم غذایی مرکب‌ماهی درازباله ساحلی با اندازه تغییر می‌کند، افراد کوچک و نابالغ از موجودات پلانکتونی تغذیه می‌کنند در حالی که افراد بزرگتر از سخت‌پوستان و ماهیان کوچک تغذیه می‌کنند. مطالعات نشان داد که نوجوانان از کریل‌ها و کرم‌های پیکانی تغذیه می‌کنند، در حالی که افراد مسن بیشتر از خرچنگ‌های کوچک، پرتاران و میگو تغذیه می‌کنند، اما بالغان از ماهی (فانوس‌ماهی، شگ‌ماهیان) و لارو ماهی مرکب و خردسالان تغذیه می‌کنند و بزرگترها از از ماهی و مرکب‌ماهی ۱۶ سانتی‌متر تغذیه می‌کنند. گونه‌های ماهی که توسط مرکب‌ماهی درازباله ساحلی طعمه شکار می‌شوند شامل قلاب‌دهان نقره‌ای(Silver hake)، ماهی خال‌مخالی، شاه‌ماهی، کودماهی، نیزه‌ماسه، آنچوی خلیج (Anchoa mitchilli)، سست‌ماهی و گل‌آذین‌ماهی‌سانان می‌باشد. ماورر و بومن (۱۹۸۵) تفاوتی را در رژیم ساحلی/فراساحلی کشف کردند: در آب‌های فراساحلی در بهار، رژیم غذایی از سخت‌پوستان (عمدتاً کریل‌ها) و ماهی تشکیل شده است، در آب‌های ساحلی در پاییز، رژیم غذایی تقریباً منحصراً از ماهی تشکیل می‌شود، و در آب‌های فراساحلی در پاییز، رژیم غذایی از ماهی و مرکب‌ماهی تشکیل شده است. در انواع بزرگتر از ۵ سانتی‌متر هم‌نوع‌خواری مشاهده می‌شود.

## شکارچیان

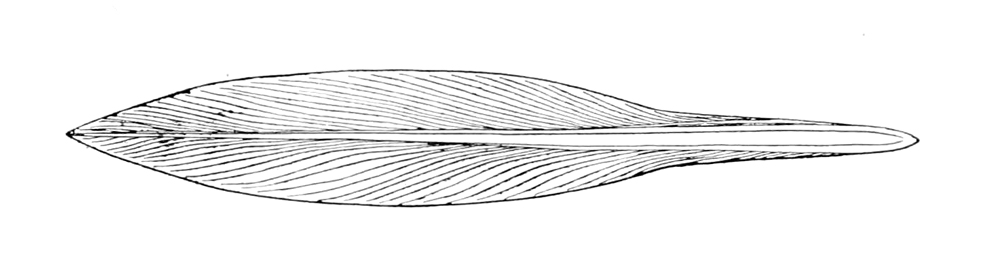
شمشیر (Gladius) در مرکب‌ماهی درازباله ساحلی

بسیاری از گونه‌های ماهیان لجه و ناحیه دمرسال و همچنین پستانداران دریایی و پرندگان غواص، مرکب‌ماهی درازباله ساحلی نوجوان و بالغ را شکار می‌کنند. شکارچیان پستاندار دریایی شامل نهنگ‌های درازباله خلبان و دلفین‌های معمولی هستند. ماهیان شکارچیان شامل خارماهی نواری، آبی‌ماهی، ماهی خال‌خالی، ماهی روغن، روغن‌ماهی کوچک، غراب دریایی، کوسه‌ماهی خاردار، فرشته‌کوسه‌سانان، غازماهی، کفشک‌ماهی، قلاب‌دهان نقره‌ای و قلاب‌دهان سرخ (Red hake) هستند.

## تولید مثل
مرکب‌ماهی درازباله ساحلی در طول سال تخم‌ریزی می‌کند و کمتر از یک سال زندگی می‌کند. «تخم‌ها در ناحیه دمرسال هستند. در یک کپسول ژلاتینی محصور شده و حاوی ۲۰۰ تخم است. هر جنس ماده ۳۰–۲۰ کپسول می‌گذارد. دامنه باروری از ۱۵۹۰۰–۹۵۰ تخم در هر ماده است. تخم‌گذاری در توده‌هایی شکل گرفته که از صدها کپسول تخم از ماده‌های مختلف تشکیل شده است.» آنهایی که در تابستان از تخم سر درآورده‌اند به‌دلیل گرم شدن دمای آب با سرعت بیشتری رشد می‌کنند نسبت به آنهایی در زمستان از تخم خارج شده‌اند. طول عمر یک نمونه معمولی به‌طور معمول کمتر از یک سال است.

## پژوهش
این گونه یک جاندار مدل در علوم اعصاب است و توسط اندرو هاکسلی و آلن هوچکین در مطالعات خود بر روی آکسون‌ها مورد استفاده قرار گرفت. آکسون آن بزرگ‌ترین آکسون شناخته شده در علم است. آنها همچنین برای تحقیق در مورد تکرار کردن توانایی‌های استتار خود به دلیل وجود کروماتوفورها (Chromatophore) در پوست استفاده می‌شوند، که بسته به زاویه برخورد نور با آنها رنگ متفاوتی را منعکس می‌کند. یک درازباله مرده می‌تواند با اتصال آکسون‌های خود به یک پخش‌کننده موسیقی، یک نمایشگر رنگین با کروماتوفورهای خود نشان دهد.